# 小德威特·史泰頓
小德威特·史泰頓（英語：Dewitt Stetten Jr.，1909年5月31日—1990年8月28日）是一名美國生物化學家。史泰頓曾擔任羅格斯大學醫學院院長、科學高等教育基金會主席和美國國家科學院院士。馬里蘭州貝塞斯達的國家醫學圖書館收藏有他的論文集。他的妻子是生物化學家瑪喬麗·羅洛夫·史泰頓。

## 生平
史泰頓於1909年5月31日出生於紐約市，1930年獲得哈佛學院學士學位，1934年獲得哥倫比亞大學碩士學位，1940年獲得哥倫比亞大學博士學位。
1962年，史泰頓被任命為羅格斯大學醫學院院長。1974年，他獲選為美國國家科學院院士。

## 外部連結
- J. Edwin Seegmiller, "Dewitt Stetten, Jr.", Biographical Memoirs of the National Academy of Sciences (1997)